# برایان گرین
برایان گرین (به انگلیسی: Brian Greene) (زاده در ۹ فوریه ۱۹۶۳، نیویورک) فیزیکدان آمریکایی و یکی از نظریه‌پردازان نظریه ریسمان است. او از سال ۱۹۹۶ در دانشگاه کلمبیا به تدریس می‌پردازد. وی در ۱۲ سالگی آن چنان در ریاضی توانایی پیدا کرد که یک استاد دانشگاه به او خصوصی درس می‌داد. گرین در سال ۱۹۸۰ وارد دانشگاه هاروارد شد و لیسانس فیزیک گرفت. در سال ۱۹۹۶ دکترای خود را با بورس رودز در دانشگاه آکسفورد گرفت.

## کارها
گرین از سال ۱۹۹۶ تا کنون در دانشگاه کلمبیا به سر می‌برد؛ و به آموزش و پژوهش در کیهان‌شناسی و نظریه ریسمان می‌پردازد. پیش از این او در سال ۱۹۹۰ به دانشکدهٔ فیزیک دانشگاه کرنل پیوسته بود. وی استادی خود را در سال ۱۹۹۵ در این دانشگاه گرفته‌است.

## کتاب‌ها
برایان گرین کتاب جهان زیبا را در سال ۱۹۹۹ نوشت که بسیار پرفروش بود و جایزه‌های جهانی بسیاری را از آن خود کرد. این کتاب به نظریه ریسمان و اِم می‌پردازد. پس از آن یک فیلم ۳ ساعتهٔ عامه‌فهم در شبکهٔ پی‌بی‌اس که بر پایهٔ کتاب جهان زیبا ساخته شده بود موفقیت او را دوچندان کرد. کتاب ساخت کیهان او که در سال ۲۰۰۴ منتشر شد، دربارهٔ زمان و جهان است. این کتاب با عنوان «تاروپود هستی، دربارهٔ زمان، مکان و بافت درونی واقعیت» و با ترجمه ابراهیم رفرف در ایران منتشر شده‌است.

## سخنی از او
بهترین معلمان کسانی نیستند که تمام پاسخ‌ها را می‌دانند، بلکه کسانی اند که با [شنیدن] پرسش‌هایی که پاسخ آن‌ها را نمی‌دانند، هیجان زده می‌شوند.